# 科比纳·谢克伊
威廉·埃苏曼-格维拉·谢克伊（英語：William Esuman-Gwira Sekyi，1892年11月1日—1956年），以科比纳·谢克伊（英語：Kobina Sekyi）一名為人所知，是英屬黃金海岸的民族主義律師、政治人物和作家。谢克伊的外祖父是貿易商與政治人物威廉·埃苏曼·皮特森，表舅是貿易商、政治人物與民族主義領袖亨利·范欣。

## 經歷

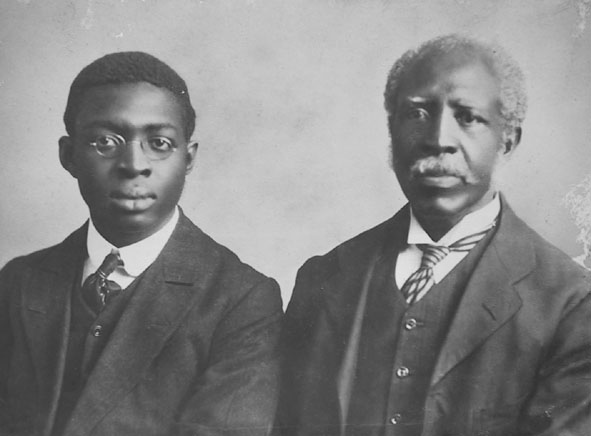
谢克伊（左）與其外祖父威廉·埃苏曼·皮特森（右）

谢克伊在1892年11月1日出生於海岸角，父亲是卫斯理学校校长、海岸角摄政酋长科菲·谢克伊（Kofi Sekyi）的兒子约翰·格拉德斯通·谢克伊（John Gladstone Sackey），母亲是威廉·埃苏曼·皮特森的女兒、又名安巴·帕巴（Amba Paaba）的威廉明娜·皮特森（Wilhelmina Pietersen）。威廉·埃苏曼·皮特森是埃尔米纳與海岸角商人，曾任黃金海岸原住民權利保障協會主席，皮特森的外甥亨利·范欣是谢克伊的表舅。
谢克伊在姆凡齐皮姆学校接受教育，隨後由外祖父威廉·埃苏曼·皮特森的陪同下前往英国，在伦敦大学学院学习哲学。他原本想像他的舅舅J·B·埃苏曼-格维拉（J. B. Essuman-Gwira）一样成为工程师，但是因为他的家人掌握着财政大权並希望他学习法律，所以他选择修讀法律。谢克伊於1918年从內殿律師學院獲認許為大律師。他成为黄金海岸的私人执业律师。他曾担任黃金海岸原住民權利保障協會主席、英属西非国民大会执行委员與库西修宪委员会成员。
谢克伊以其為首位以律师身份穿著以加纳“恩托玛”（ntoma）布製成的衣服出現在殖民地法庭上的受教育精英而為人所知。据说他因為自己完全是非洲人而曾发誓永远不穿欧洲服飾。

## 作品
谢克伊所創作的喜剧《眨眼者》（1915年）讽刺了殖民社会对殖民者态度的接受。谢克伊的小说《盎格鲁-范特》於1918年在《西非》雜誌上连载，是首部在海岸角创作的英语小说。

## 個人生活
谢克伊娶约翰·彼得·克林南德（John Peter Cleanand）與伊丽莎白·弗鲁姆（Elizabeth Vroom）的女儿莉莉·安娜·克林南德（Lilly Anna Cleanand）為妻。谢克伊在1956年逝世。